# أنشطة وكالة الاستخبارات المركزية في سوريا
شملت أنشطة وكالة الاستخبارات المركزية في سوريا منذ تأسيسها في عام 1947 محاولات الانقلاب ومؤامرات الاغتيال، وفي السنوات الأخيرة، عمليات تسليم استثنائية، و‌غارة شبه عسكرية، و‌تمويل وتدريب عسكري للقوات المعارضة للنظام السوري السابق ...

## انقلاب عام 1949
في 30 مارس 1949، استولى العقيد في الجيش السوري حسني الزعيم على السلطة من الرئيس شكري القوتلي في انقلاب غير دموي. هناك مزاعم «مثيرة للجدل للغاية» بأنّ المفوضية الأمريكية في سوريا – برئاسة جيمس هيو كيلي جونيور – ووكالة المخابرات المركزية هي التي قامت بهندسة الانقلاب. وقد وصف مساعد الملحق العسكري (والضابط السري لوكالة المخابرات المركزية) ستيفن ج. ميد، الذي أصبح على دراية وثيقة بالعقيد الزعيم قبل عدة أسابيع من الانقلاب، وكان يعتبر «الصديق الغربي الرئيسي» له خلال الفترة القصيرة التي قضاها الزعيم في السلطة، بأنه مهندس الانقلاب - إلى جانب رئيس محطة دمشق في وكالة الاستخبارات المركزية، مايلز كوبلاند جونيور. قام كوبلاند في وقت لاحق بتأليف العديد من الكتب مع «روايات مفصلة بشكل غير عادي عن عمليات وكالة المخابرات المركزية في، من بين دول أخرى، سوريا ومصر وإيران»، والتي تعتبر «واحدة من أكثر الكتابات وضوحًا لضابط مخابرات أمريكي سابق على الإطلاق». ومع ذلك، تتمتع مذكرات كوبلاند بجودة أدبية قوية وتحتوي على العديد من التنميقات، مما يجعل من الصعب قياس الدقة التاريخية للأحداث التي يصفها. وعلاوة على ذلك، فإن رواية كوبلاند عن الانقلاب السوري في سيرته الذاتية عام 1989 «لاعب اللعبة: اعترافات المنطوق السياسي الأصلي لوكالة الاستخبارات المركزية» تتناقض مع الرواية السابقة التي قدمها في كتابه «لعبة الأمم: عدم أخلاقية سياسة القوة» عام 1969.
في لعبة الأمم، اقترح كوبلاند أن سوريا – باعتبارها أول مستعمرة سابقة في الوطن العربي تحقق استقلالاً سياسياً كاملاً عن أوروبا – كانت تُعتبر في واشنطن اختباراً لقدرة أمريكا على ممارسة نفوذها الديمقراطي على البلدان العربية. ووفقاً لكوبلاند، حاولت وكالة الاستخبارات المركزية «ضبط» الانتخابات البرلمانية السورية في يوليو 1947، والتي شابتها عمليات التزوير والطائفية وتدخل العراق و‌الأردن المجاورتان. عندما «أنتجت هذه الانتخابات حكومة أقلية ضعيفة» في عهد القوتلي - التي كان استقرارها موضع شك بسبب هزيمة سوريا في الحرب العربية الإسرائيلية عام 1948 - أصبح كيلي وغيره من المسؤولين الأمريكيين قلقين «من أن سوريا كانت على وشك الانهيار الكامل»، الأمر الذي كان من الممكن أن يُمكّن الحزب الشيوعي السوري أو غيره من «المتطرفين» (مثل حزب البعث و‌الإخوان المسلمين). ونتيجة لذلك، أصبح كيلي قابلاً لانقلاب عسكري «كوسيلة لحماية... الآفاق طويلة الأمد للديمقراطية في البلاد». بناء على أمر كيلي، كتب كوبلاند، أن ميد «طور بشكل منهجي صداقة مع زعيم... اقترح عليه فكرة الانقلاب ونصحه بكيفية المضي في هذا الأمر، وأرشده خلال الاستعدادات المعقدة في وضع الأساس لذلك».
ومع ذلك، تشير الأدلة المتاحة إلى أن الزعيم لم يكن بحاجة ماسة إلى حث الولايات المتحدة. ووفقاً للملحق العسكري البريطاني في سوريا، كان الزعيم يفكر في انقلاب منذ مارس 1947 – أي قبل أكثر من عام من تقديمه إلى ميد في 30 نوفمبر 1948. قبل وقت قصير من الانقلاب، حاول الزعيم كسب التعاطف الغربي من خلال إنتاج قائمة من الأفراد، بمن فيهم كيلي، الذين كان من المفترض أن يكونوا «أهدافاً لاغتيال الشيوعيين»، لكن المسؤولين الأمريكيين كانوا متشككين. وفي حين أبلغ الزعيم بشكل مباشر ميد بالانقلاب القادم في 3 و7 مارس، لم تكن الولايات المتحدة القوة الأجنبية الوحيدة التي تم إبلاغها: فقد أخطر الزعيم المسؤولين البريطانيين في نفس الوقت تقريباً. وفي محادثاته مع ميد، أوجز الزعيم برنامجه السياسي التقدمي لسوريا (بما في ذلك الإصلاح الزراعي) وكذلك خططه للتعامل مع التهديد الشيوعي، وخلص إلى أن «الطريق الوحيد لبدء الشعب السوري على طريق التقدم والديموقراطية: بالسوط». وقد هجّى الزعيم نبرة مختلفة في المحادثات مع البريطانيين، متذرعاً برغبته في إقامة علاقات أكثر وداً مع حلفاء بريطانيا الرئيسيين في المنطقة - العراق وشرق الأردن. في لاعب اللعبة، قدم كوبلاند تفاصيل جديدة حول المساعدة الأمريكية لخطة الزعيم، مع شرح أن ميد حدد منشآت محددة كان لا بد من الاستيلاء عليها لضمان نجاح الانقلاب. ومع ذلك، اعترف كوبلاند أيضًا بأن الزعيم قد بدأ المؤامرة من تلقاء نفسه: «كان عرض حسني على طول الطريق». ويشير دوغلاس ليتل إلى أن مساعد وزير الخارجية الأميركي جورج ماكغي زار دمشق في مارس، «ظاهرياً لمناقشة إعادة توطين اللاجئين الفلسطينيين ولكن ربما للإذن بدعم الولايات المتحدة للزعيم». وفي المقابل، يصف أندرو راثميل هذه الفرضية بأنها «تخمينية بحتة». وحالما وصل الزعيم إلى السلطة، سنّ عدداً من السياسات التي فادت الولايات المتحدة: فقد صدق على بناء خط الأنابيب عبر البلاد العربية (تابلاين) (الذي كان متوقفاً في البرلمان السوري) على الأراضي السورية، وحظر الحزب الشيوعي، ووقع هدنة مع إسرائيل.

## محاولة تغيير النظام، 1956–1957
وضعت وكالة الاستخبارات المركزية خططاً للإطاحة بالحكومة السورية لأنها لن تتعاون مع الغرب المناهض الشيوعية. وفي أوائل عام 1956، دعت الخطة في البداية إلى استخدام الجيش العراقي؛ ثم حولت تركيزها إلى عملاء داخل سوريا نفسها.

### عملية ستراغل، 1956
اجتمع عضو مجلس الأمن القومي ويلبر كرين إيفلاند، ومسؤول وكالة الاستخبارات المركزية أرشيبالد روزفلت، وميخائيل بك إليان، الوزير السوري السابق، في دمشق في 1 يوليو 1956 لمناقشة استيلاء «المناهضين للشيوعية» المدعومين من الولايات المتحدة على البلاد. وقد وضعوا خطة، من المقرر سنها في 25 أكتوبر 1956، سيتولى فيها الجيش
السيطرة على دمشق وحلب وحمص وحماة. كما سيتم الاستيلاء على المراكز الحدودية مع الأردن والعراق ولبنان من أجل إغلاق الحدود السورية حتى تعلن محطات الإذاعة أن حكومة جديدة قد تولت الحكم تحت حكم العقيد قباني الذي سيضع وحدات مدرعة في مواقع رئيسية في جميع أنحاء دمشق. بمجرد أن يتم فرض السيطرة، سيبلغ إليان المدنيين الذين اختارهم أنهم سيشكلون حكومة جديدة، لكن من أجل تجنب التسريبات لن يتم إخبار أي منهم إلا قبل أسبوع واحد فقط من الانقلاب.
وقد دعمت وكالة الاستخبارات المركزية هذه الخطة (المعروفة باسم «عملية ستراغل») بمبلغ 500 ألف ليرة سورية (بقيمة حوالي 167 ألف دولار) ووعدها بدعم الحكومة الجديدة. وعلى الرغم من أن وزير الخارجية جون فوستر دالاس عارض علناً الانقلاب، إلا أنه تشاور على انفراد مع وكالة الاستخبارات المركزية وأوصى الرئيس أيزنهاور بالخطة.
تم تأجيل الخطة لمدة خمسة أيام، حدثت خلالها أزمة السويس. وقال إليان لإيفلاند انه لا يمكن ان ينجح في الإطاحة بالحكومة السورية خلال حرب العدوان الإسرائيلي. وفي 31 أكتوبر، أبلغ جون فوستر دالاس شقيقه ألن دالس، مدير وكالة الاستخبارات المركزية: «في ما يخص ستراغل، يشعر شعبنا ن الظروف قد تكون بحيث أنه من الخطأ محاولة تحقيق ذلك». وتكهن إيفلاند بأن هذه المصادفة قد تم تصميمها من قبل البريطانيين من أجل نزع فتيل الانتقادات الأمريكية لغزو مصر.

### عملية وابن، 1957
واصل مدير وكالة الاستخبارات المركزية ألن دالس تقديم تقارير حول مخاطر الشيوعية في سوريا. وخططت وكالة الاستخبارات المركزية لانقلاب آخر أطلق عليه اسم «عملية وابن» ونظمه كيرميت روزفلت. وقد تم دفع رواتب الضباط العسكريين السوريين تحسباً لذلك. وأفادت التقارير أن مجموع الرشاوى بلغ ثلاثة ملايين دولار.
فشل الانقلاب عندما كشف بعض هؤلاء الضباط عن الخطة لجهاز المخابرات السورية. سلموا أموال رشوة وكالة المخابرات المركزية وتعرفوا على الضباط الذين قدموها. تم ترحيل روبرت مولوي، فرانسيس جيتون، وهوارد إي «روكي» ستون. نفت وزارة الخارجية الأمريكية الاتهامات السورية بمحاولة انقلاب، وحظرت السفير السوري لدى الولايات المتحدة، وسحبت سفيرها من سوريا. وقد دعمت صحيفة نيويورك تايمز ادعاء الحكومة الأمريكية وأشارت إلى أن القصة قد تم اختلاقها لأغراض سياسية.
وبعد كشف محاولة الانقلاب، بدأت الحكومة الأمريكية ووسائل الإعلام تصف سوريا بأنها «دولة تدور في فلك الاتحاد السوفياتي». وأشار أحد تقارير الاستخبارات إلى أن الاتحاد السوفياتي قد سلم البلد «ما لا يزيد عن 123 طائرة ميغ». وقال المراسل كينيت لوف في وقت لاحق «لم يكن هناك في الواقع أكثر من 123 ميغ. لم يكن هناك أي شيء». وفي سبتمبر 1957، نشرت الولايات المتحدة أسطولاً في البحر الأبيض المتوسط، وسلحت العديد من الدول المجاورة لسوريا، وحرضت تركيا على نشر 50 ألف جندي على حدودها. وأشار وزير الخارجية جون فوستر دالاس إلى أن الولايات المتحدة سعت إلى التذرع بـ «مبدأ أيزنهاور» المتمثل في الانتقام من الاستفزازات، وقد تم تأكيد هذه النية فيما بعد في تقرير عسكري. لن تصف أي دولة عربية سوريا بأنها إستفزازية، وتم سحب هذه الانتشار العسكري.

### مؤامرة الاغتيال، 1957
وتكشف وثائق صريحة من سبتمبر 1957 عن مؤامرة، بما في ذلك التعاون مع جهاز الاستخبارات البريطاني إم آي 6 في مؤامرة، لاغتيال ثلاثة مسؤولين سوريين في دمشق. وكانت هذه الأهداف هي: عبد الحميد السراج، رئيس المخابرات العسكرية؛ و‌عفيف البزري، رئيس أركان الجيش. و‌خالد بكداش، زعيم الحزب الشيوعي السوري – كلها شخصيات كسبت سياسياً من الكشف عن «المؤامرة الأمريكية». تم الكشف عن تفاصيل حول هذه المؤامرة من خلال «تقرير مجموعة العمل» الذي كشف عنه في عام 2003 من بين أوراق وزير الدفاع البريطاني دنكان سانديز:
وبمجرد التوصل إلى قرار سياسي بالمضي قدماً في الاضطرابات الداخلية في سوريا، فإن السي آي إيه مستعدة وستحاول المخابرات السرية [MI6] القيام بأعمال تخريبية بسيطة وهجمات سريعة مفاجئة داخل سوريا من خلال اتصالات مع أفراد.
وينبغي أن يتشاور الجهازين، حسب الاقتضاء، لتجنب أي تداخل أو تدخل في أنشطة كل منهما... ولا ينبغي أن تتركز الحوادث في دمشق؛ وينبغي عدم المبالغة في العملية؛ وينبغي الحرص قدر الإمكان على تجنب التسبب في اتخاذ قادة كبار في النظام السوري تدابير إضافية للحماية الشخصية.
في «الخطة المفضلة» التي صاغها تقرير مجموعة العمل، ستقوم وكالات الاستخبارات الأمريكية والبريطانية بتمويل «لجنة سوريا الحرة» وتزويد الجماعات شبه العسكرية بالأسلحة، بما في ذلك جماعة الإخوان المسلمين. وستظهر سوريا «بمظهر الراعي للمؤامرات والتخريب والعنف الموجه ضد الحكومات المجاورة». وستكون هذه الاستفزازات ذريعة لغزو خارجي تقوده المملكة العراقية نظريا.
وذكر تقرير الفريق العامل أنه «سيكون من المستحيل المبالغة في أهمية جوانب الحرب النفسية في التمرين الحالي»، بمعنى أنه سيكون من الضروري إقناع الناس في سوريا والعراق والأردن ولبنان ومصر بأن حالة الطوارئ في متناول اليد. تم نشر أجهزة إرسال لاسلكية واستعدت وكالة المخابرات المركزية لإرسال مستشارين إلى البلدان الحليفة. وقد وضعت الخطة بسرعة وأعادت استخدام عناصر انقلاب عام 1954 الذي قامت به وكالة الاستخبارات المركزية في غواتيمالا، فضلا عن أعمالها في إيران خلال عام 1953.
وقد تم إلغاء «الخطة المشار إليها» بعد تجدد التعاون الدبلوماسي من جانب المملكة العربية السعودية والعراق، وأعقب ذلك تقديم دعم عسكري مباشر إلى سوريا من مصر، مما جعل من غير المرجح اندلاع حرب إقليمية. بيد أن مجموعة العمل السورية قدمت نموذجاً لتدخلات أخرى للمخابرات الأمريكية – وعلى الفور في إندونيسيا.

## عمليات التسليم الاستثنائية، 2001–2003
استخدمت وكالة الاستخبارات المركزية سوريا كقاعدة غير مشروعة لعمليات تعذيب ما يسمى «المحتجزين الأشباح»، كجزء من برنامج يُعرف باسم التسليم الاستثنائي. وقد أنشئ هذا البرنامج في منتصف التسعينات ووسَّع في العقد الأول من القرن الحادي والعشرين.
وكان أحد أهداف هذا البرنامج، وهو المواطن الكندي ماهر عرار، محتجزاً في نيويورك وأُرسل إلى سوريا حيث استُجوب وعُذب. فقد طلب من عرار، وهو مهندس اتصالات كان مواطنا كنديا منذ عام 1991، أن يعترف بعلاقته بالقاعدة وبمعسكرات تدريب الإرهابيين في أفغانستان. احتُجز عرار لأكثر من سنة؛ وبعد إطلاق سراحه، رفع دعوى على حكومة الولايات المتحدة. ووفقا لما ذكره أحد قضاة الولايات المتحدة (وأكده المحققون الكنديون):
وخلال الأيام الإثني عشر الأولى التي قضاها في الاحتجاز السوري، استُجوب عرار لمدة ثماني عشرة ساعة في اليوم وتعرض للتعذيب الجسدي والنفسي. وتعرض للضرب على كفيه، ووركيه، وأسفل ظهره مع كابل كهربائي بسمك اثنين بوصة. كما استخدم خاطفيه قبضتهم ليضربوه على بطنه، ووجهه، وخلف عنقه. لقد تعرض لألم مبرح، وناشد الخاطفين أن يتوقفوا، لكنهم لن يفعلوا ذلك. ووُضع في غرفة يستطيع فيها سماع صرخات المحتجزين الآخرين الذين يتعرضون للتعذيب، وقيل له إنه سيوضع أيضاً في «كرسي» كسر العمود الفقري، معلقاً رأساً على عقب في «إطار» الضرب، وتعرض لصدمات كهربائية. وللتخفيف من تعرضه للتعذيب، اعترف عرار زورا، في جملة أمور، بتدريبه مع الإرهابيين في أفغانستان، على الرغم من أنه لم يكن قط في أفغانستان ولم يشارك قط في نشاط إرهابي.
يدعي عرار أن استجوابه في سوريا تم تنسيقه وخطط من قبل مسؤولين أمريكيين، الذين أرسلوا إلى السوريين ملف يحتوي على أسئلة محددة. ومن الأدلة على ذلك، يلاحظ عرار أن الاستجوابات في الولايات المتحدة وسوريا تتضمن أسئلة مماثلة، بما في ذلك مسألة محددة تتعلق بعلاقته بشخص معين مطلوب للإرهاب. وفي المقابل، قام المسؤولون السوريون بتزويد مسؤولي الولايات المتحدة بجميع المعلومات المنتزعة من عرار؛ ويستشهد المدعي بتصريح أدلى به مسؤول سوري صرح علناً بأن الحكومة السورية تشاطر الولايات المتحدة المعلومات التي استخلصتها من عرار.
وقد استشهدت الولايات المتحدة في البداية بـ «امتياز أسرار الدولة». وعندما بدأت الإجراءات القانونية على أي حال، استهزأ بوزارة عدل أشكروفت لإدعائها أن عرار في الحقيقة عضو في القاعدة. اعتذرت الحكومة الكندية لعرار لكن الولايات المتحدة لم تعترف بالخطأ.
وقد حدد الصحفي ستيفن غراي ثمانية أشخاص آخرين تعرضوا للتعذيب بالنيابة عن وكالة الاستخبارات المركزية في نفس السجن («فرع فلسطين») في سوريا. وسجنت وكالة المخابرات المركزية رجل أعمال ألماني، محمد حيدر زمار، ونقلته من المغرب إلى السجن السوري. ثم عرضوا على مسؤولي الاستخبارات الألمان الفرصة لتقديم أسئلة إلى زمار، وطلبوا من ألمانيا أن تتغاضى عن انتهاكات سوريا لحقوق الإنسان بسبب التعاون في الحرب على الإرهاب.
ووفقاً لتقرير صادر عن مؤسسة المجتمع المفتوح في عام 2013، كانت سوريا واحدة من «الوجهات الأكثر شيوعاً للمشتبه فيهم» في إطار البرنامج. وصف العميل السابق لوكالة الاستخبارات المركزية روبرت بير السياسة العامة لمجلة نيوستيتسمان: «إذا كنت تريد منهم أن يعذبوا، فأرسلهم إلى سوريا. إذا كنت تريد من شخص ما أن يختفي - لكي لا تراه ثانية - ترسلهم إلى مصر».

## غارات شبه عسكرية، 2004–2008
يوم الأحد 26 أكتوبر 2008، شنت وكالة الاستخبارات المركزية غارة شبه عسكرية على بلدة السكرية في شرق سوريا. وشملت الغارة «نحو اثنتي عشرة من الكوماندوز الاميركيين في مروحيات بلاك هوك المجهزة تجهيزا خصوصيا»، بحسب مراسلين لصحيفة نيويورك تايمز. قالت الولايات المتحدة إنها قتلت عراقياً كان يقوم بتزويد المتمردين من عبر الحدود السورية.
واتهمت سوريا الولايات المتحدة بارتكاب «عدوان إرهابي»، وقالت إن ثمانية مدنيين قتلوا. وردت الولايات المتحدة بأن جميع الأشخاص الذين قتلوا في الغارة كانوا «متشددين». أغلقت الحكومة السورية مركز ثقافي أمريكي ومدرسة مجتمع دمشق التي ترعاها الولايات المتحدة ردا على ذلك. كما أدى الحادث إلى تجمع جماهيري في دمشق انتقد فيه المحتجون الغارة. (دعمت الحكومة السورية المسيرة ولكنها نشرت شرطة مكافحة الشغب لحماية مباني الولايات المتحدة من المحتجين الغاضبين).
وعقب الغارة، كشفت صحيفة تايمز عن وجود أمر عسكري سري لعام 2004 يأذن بالإجراءات التي تتخذها وكالة الاستخبارات المركزية والقوات الخاصة في 15-20 بلدا، بما في ذلك سوريا. وأقر مسؤولو الولايات المتحدة بأنهم قاموا بغارات أخرى في سوريا منذ عام 2004، لكنهم لم يقدموا تفاصيل.

## الحرب، 2011–2017
في عام 2011، اندلعت الحرب في سوريا. وأفادت ويكيليكس بأن حكومة الولايات المتحدة كانت تمول بشكل سري جماعات المعارضة السورية منذ عام 2006، وبصورة رئيسية حركة العدالة والبناء في لندن، وقناة تلفزيونية ساتلية مرتبطة تدعى بردى. وقيل إنه تم إيفاد أفرقة من شعبة الأنشطة الخاصة إلى سوريا خلال الانتفاضة للتأكد من مجموعات المتمردين، والقيادة، وطرق الإمداد المحتملة.

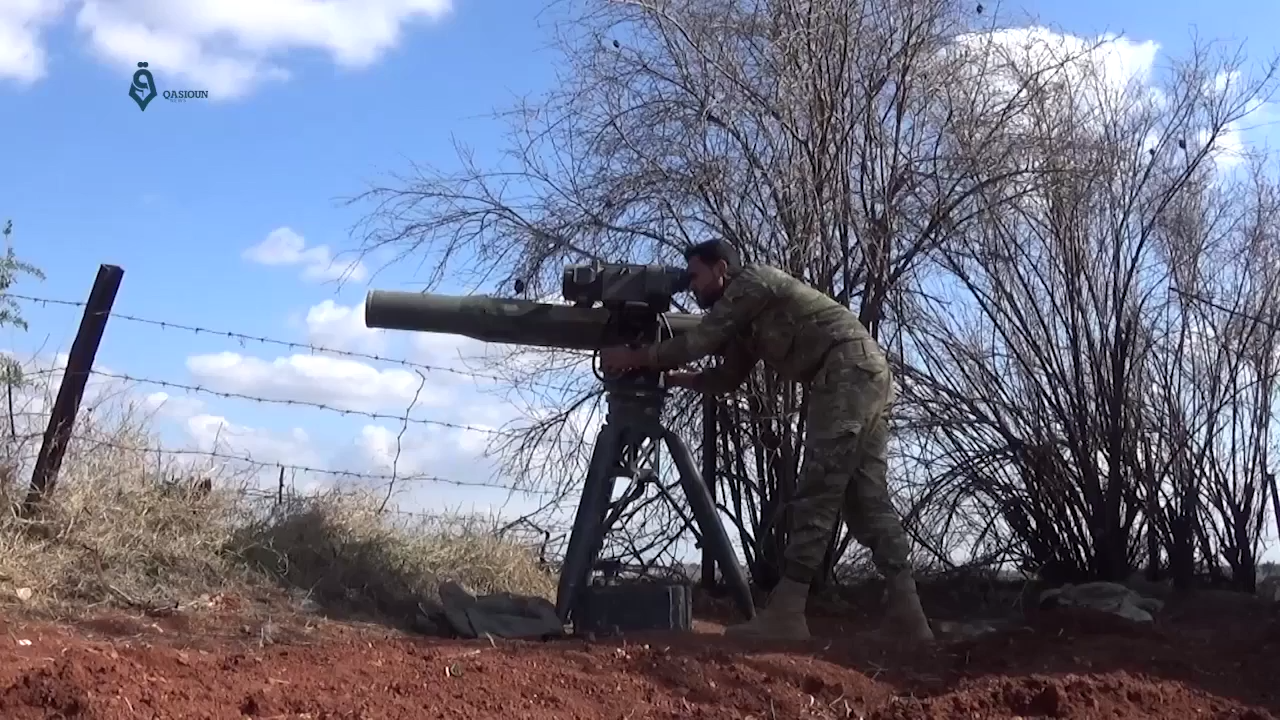
متمردو جيش العزة يطلقون صاروخ أمريكي الصنع مضاد للدبابات من طراز بي جي إم-71 تاو على القوات الحكومية خلال هجوم حماة لعام 2017.

وتحت رعاية عملية خشب الجميز وغيرها من الأنشطة السرية، قام عملاء وكالة الاستخبارات المركزية والقوات الخاصة التابعة للولايات المتحدة بتدريب ونشر ما يقرب من 10,000 من المقاتلين المتمردين بتكلفة قدرها مليار دولار سنويا. في أوائل سبتمبر 2013، أخبر الرئيس باراك أوباما أعضاء مجلس الشيوخ الأمريكي بأن وكالة الاستخبارات المركزية قد دربت أول 50 عنصراً من عناصر المتمردين وأنهم أُدخلوا إلى سوريا. وقد يكون نشر هذه الوحدة وتوفير الأسلحة أول تدبير ملموس للدعم منذ أن أعلنت الولايات المتحدة أنها ستبدأ بتقديم المساعدة للمعارضة. غير أن مستشار استخباراتي سابق تكلم مع الصحفي سيمور هيرش زعم أن وكالة الاستخبارات المركزية كانت تيسر تدفق الأسلحة من ليبيا إلى سوريا «لأكثر من عام» بالتعاون مع "المملكة المتحدة والمملكة العربية السعودية و‌قطر"؛ «كانت العملية تنفذ إلى حد كبير من مرفق سري للمخابرات المركزية في بنغازي.»
كان رفض أوباما تسليح أو تدريب المتمردين السوريين قبل عام 2013، ورفضه مخطط عام 2012 لـ "تدخل وكالة الاستخبارات المركزية في سوريا"، الذي اقترحه مدير وكالة الاستخبارات المركزية آنذاك ديفيد بتريوس، بدافع من اعتقاده بأن الحالات السابقة لوكالة الاستخبارات المركزية التي تدعم حركات التمرد نادراً ما تنجح". وكان الغرض من البرنامج الذي وافق عليه في نهاية المطاف هو عدم إعطاء المتمردين الدعم الكافي لتحقيق النصر، بل إلى هندسة حالة الجمود التي من شأنها أن تشجع التوصل إلى حل عن طريق المفاوضات للحرب الأهلية السورية – الذي توخى منه المسؤولون الأمريكيون، بما في ذلك استقالة الرئيس السوري بشار الأسد. وقامت وكالة الاستخبارات المركزية بتدريب 10,000 متمرد في الأردن وتركيا "في المرافق التي تدار بالتعاون مع الحكومتين الأردنية والتركية، ولكن فرض حظر صارم على الولايات المتحدة وحلفائها بإدخال "فئات معينة من الأسلحة "(مثل منظومات الدفاع الجوي المحمولة) في الصراع بسبب مخاوف من احتمال الاستيلاء عليها من قبل الإرهابيين، وذلك على الرغم من أن جميع المتمردين المدعومين من وكالة الاستخبارات المركزية "يخضعون للفحص" بسبب احتمال وجود صلات متطرفة محتملة. وكان الأسد في خطر الإطاحة به إلى أن غير التدخل العسكري الروسي في سوريا عام 2015 مسار الحرب، الأمر الذي أدى إلى انقسام داخل إدارة أوباما بين المسؤولين مثل مدير وكالة الاستخبارات المركزية جون برينان ووزير الدفاع آشتون كارتر – الذين دعوا إلى "مضاعفة" البرنامج – والمعارضين، بمن فيهم رئيس موظفي البيت الأبيض دينيس ماكدونو ووزير الخارجية جون كيري – الذين أعربوا عن الشكوك في أن تصعيد دور وكالة الاستخبارات المركزية يمكن أن يحقق نتائج مفيدة دون إرغام روسيا على "الاستجابة غير المتناظرة". وفي ظل الحصار الذي فرضته الطائرات الروسية والسورية على "الأجزاء التي يسيطر عليها المتمردون" في مدينة حلب، عرض مجلس الأمن القومي على أوباما في 14 أكتوبر 2016 "خطة بديلة" من أجل "إيصال الأسلحة المضادة للطائرات المحمولة على الشاحنات التي يمكن أن تساعد وحدات المتمردين ولكن سيكون من الصعب على جماعة إرهابية إخفائها واستخدامها ضد الطائرات المدنية"؛ ورفض أوباما اتخاذ قرار بشأن هذه المسألة، مما زاد من احتمال قيام عشرات الآلاف من المقاتلين المدعومين من وكالة الاستخبارات المركزية بالبحث عن حلفاء أكثر موثوقية، وأن الولايات المتحدة ستخسر النفوذ على الشركاء الإقليميين الذين أحجموا حتى الآن عن إيصال أسلحة أكثر خطورة إلى معارضي الأسد". وفي أعقاب تدخل روسيا، بدأ كبار المسؤولين الأمريكيين في التأكيد على "الحرب ضد تنظيم الدولة الإسلامية"، وليس ضد حكومة الأسد، ولكن أنصار برنامج وكالة الاستخبارات المركزية "يختلفون مع هذا المنطق، قائلين إن" بأن الدولة الإسلامية لا يمكن القضاء عليها إلا بعد ظهور حكومة جديدة قادرة على السيطرة على أراضي الجماعة الإرهابية في الرقة وغيرها"، وأن" [الجيش السوري الحر] لا يزال الوسيلة الوحيدة لتحقيق تلك الأهداف". وعلى النقيض من ذلك، قال مسؤول كبير في الولايات المتحدة إن الوقت قد حان للنظر في ما إذا كان من الممكن اعتبار المقاتلين المدعومين من الوكالات معتدلين، وما إذا كان بوسع البرنامج أن يحقق أي شيء يتجاوز زيادة سفك الدماء في سوريا،" سائلا:" ماذا أصبح هذا البرنامج، وكيف سيسجل التاريخ هذا الجهد؟". وبعد جهود وزارة الدفاع العلنية التي تبلغ 500 مليون دولار لتدريب آلاف السوريين على مكافحة تنظيم الدولة الإسلامية، تبين أن المقاتلين الناشطين "أربعة أو خمسة" فقط في سبتمبر 2015، ويرجع ذلك إلى حد كبير إلى أن الغالبية العظمى من المجندين المحتملين يعتبرون الأسد عدوهم الرئيسي - وهو اعتراف أدى إلى سخرية واسعة النطاق في الكونغرس - بدأ الجيش الأمريكي في نقل المعدات الفتاكة إلى منظمات المتمردين المعتمدة؛ وسرعان ما ظهرت تقارير عن "وحدات مسلحة تابعة لوكالة الاستخبارات المركزية وأخرى مسلحة تابعة للبنتاغون" تقاتل بعضها البعض.
ورغم أن برنامج وزارة الدفاع لمساعدة المتمردين الأكراد الذين يقاتلون تنظيم الدولة الإسلامية سوف يستمر، فقد تم الكشف عنه في يوليو 2017 بأن الرئيس دونالد ترامب قد أمر "بالتخلص التدريجي" من دعم وكالة الاستخبارات المركزية لمتمردين مناهضين للأسد، وهو ما وصفه بعض المسؤولين الأمريكيين بأنه "تنازل هام" لروسيا. ووفقا لديفيد إغناتيوس، يكتب في صحيفة واشنطن بوست، في حين فشل برنامج وكالة الاستخبارات المركزية في نهاية المطاف في تحقيق هدفه المتمثل في إزالة الأسد من السلطة، من الصعب وصفه بـ"غير المجدي": "لقد ضخ البرنامج مئات الملايين من الدولارات إلى عشرات من جماعات الميليشيا. وتشير تقديرات رسمية معروفة إلى أن المقاتلين المدعومين من وكالة الاستخبارات المركزية ربما قتلوا أو جرحوا 100,000 جندي سوري وحلفائهم على مدى السنوات الأربع الماضية.
وخلال مقابلة مع صحيفة وول ستريت جورنال في يوليو 2017، زعم الرئيس دونالد ترامب أن العديد من الأسلحة التي توردها وكالة الاستخبارات المركزية انتهت في أيدي «القاعدة»، التي غالبا ما كانت تحارب إلى جانب المتمردين المدعومين من وكالة الاستخبارات المركزية.

## الحرب، 2018–الحاضر
في ديسمبر 2018، أعلن الرئيس الأميركي دونالد ترامب أن القوات الأمريكية المشاركة في الحرب ضد تنظيم الدولة الإسلامية في شمال شرق سوريا سوف تسحب بصورة وشيكة. لقد قلب قرار ترامب المفاجئ سياسة واشنطن في الشرق الأوسط. وهو يغذي طموحات وهواجس الجهات الفاعلة المحلية والإقليمية التي تتنافس على الشكل المستقبلي لسوريا. اقترح بعض الخبراء أن يتمكن الرئيس ترامب من تخفيف الضرر الناجم عن انسحاب القوات العسكرية الأمريكية من سوريا باستخدام مركز الأنشطة الخاصة التابع لوكالة الاستخبارات المركزية.
وفي عام 2019، أعادت الولايات المتحدة تمركز قواتها الشمالية المتبقية، الأمر الذي يمهد الطريق أمام تركيا لغزو شمال سوريا في أكتوبر 2019. وكان هذا الغزو مضرا بحلفاء الولايات المتحدة الأكراد.

### مسرد مؤلفات
- ويليام بلوم. قتل الأمل (كتاب). Monroe, ME: Common Courage Press, 1995. (ردمك 1-56751-052-3)
- Jones, Matthew. "The 'Preferred Plan': The Anglo-American Working Group Report on Covert Action in Syria, 1957". Intelligence and National Security 19(3), Autumn 2004; pp. 401–415.
- Saunders, Bonnie. The United States and Arab Nationalism: The Syrian Case, 1953–1960. Westport, CT: Greenwood, 1996. (ردمك 0-275-95426-9)
- Wilford، Hugh (2013). America's Great Game: The CIA's Secret Arabists and the Making of the Modern Middle East. Basic Books. ISBN:9780465019656.